# Вале-де-Порку
Вале-де-Порку (порт. Vale de Porco; МФА: [ˈva.ɫɨ dɨ ˈpoɾ.ku]) — парафія в Португалії, у муніципалітеті Могадору. Розташована в північно-східній частині країни, на теренах історичної португальської провінції Трансмонтана. Входить до складу округу Браганса. За адміністративним поділом, чинним до 1976 року, терени парафії були складовою провінції Трансмонтана і Верхнє Дору. Належить до Брагансько-Мірандської діоцезії Католицької церкви. Патрон — святий Власій. Площа — 15,8912 км². Населення — 133 ос. (2011). Слабо урбанізований регіон. Густота населення — 8,37 осіб/км²
. Код — 040823.

## Населення
| Кількість мешканців | Кількість мешканців | Кількість мешканців | Кількість мешканців | Кількість мешканців | Кількість мешканців | Кількість мешканців | Кількість мешканців | Кількість мешканців | Кількість мешканців | Кількість мешканців | Кількість мешканців | Кількість мешканців | Кількість мешканців | Кількість мешканців |
| ------------------- | ------------------- | ------------------- | ------------------- | ------------------- | ------------------- | ------------------- | ------------------- | ------------------- | ------------------- | ------------------- | ------------------- | ------------------- | ------------------- | ------------------- |
| 1864                | 1878                | 1890                | 1900                | 1911                | 1920                | 1930                | 1940                | 1950                | 1960                | 1970                | 1981                | 1991                | 2001                | 2011                |
| 300                 | 304                 | 265                 | 363                 | 328                 | 344                 | 360                 | 342                 | 375                 | 324                 | 260                 | 247                 | 190                 | 158                 | 133                 |